# 4431 Holeungholee
4431 Holeungholee è un asteroide della fascia principale del diametro medio di circa 28,87 km. Scoperto nel 1978, presenta un'orbita caratterizzata da un semiasse maggiore pari a 3,0592653 UA e da un'eccentricità di 0,1043851, inclinata di 10,90869° rispetto all'eclittica.